# حمض البيرتكنيتيك
حمض البيرتكنيتيك هو مركب كيميائي صيغته HTcO4، وهو حمض أكسجيني لعنصر التكنيشيوم.

## التحضير
يحضر هذا المركب من تفاعل أكسيد التكنيشيوم السباعي مع الماء:
{\displaystyle {\ce {Tc2O7 + H2O -> 2 HTcO4}}}

## الخواص
يوجد عنصر التكنيشيوم في هذا المركب في حالة الأكسدة +7؛ ويوجد هذا الحمض غالباً على هيئة محلول ذي لون أحمر زهري؛ ويعود اللون الأحمر إلى تشكل أنيونات فلزية متعددة الأكسجين في الوسط؛ ويتشكل اللون مع مرور الوقت، إذ يكون الحمض المحضر حديثاً عديم اللون.
تؤدي إضافة حمض قوي مثل حمض الكبريتيك المركز إلى الحصول على الشكل المبرتن، والذي تكون بنيته على هيئة معقد ثنائي الهيدرات. في الوسط المائي يتأين الحمض بشكل كامل، لذلك يصنف من الأحماض القوية.